# Justicia paranaensis
Justicia paranaensis är en akantusväxtart som först beskrevs av Carlos Toledo Rizzini, och fick sitt nu gällande namn av Wasshausen och L. B.Smith. Justicia paranaensis ingår i släktet Justicia och familjen akantusväxter. Inga underarter finns listade i Catalogue of Life.